# The Producers (televíziós sorozat)
A The Producers (hangul: 프로듀사, Phurodjusza, RR: Peurodyusa) 2015 májusában bemutatott dél-koreai televíziós sorozat, melyet a KBS csatorna vetített 2015. május 15. és 2015. június 20. között  Kim Szuhjon (김수현, Kim Soo-hyun), Csha Thehjon (차태현, Cha Tae-hyun), Kong Hjodzsin (공효진, Gong Hyo-jin) és IU (아이유, IU) főszereplésével.

## Szereplők
- Kim Szuhjon (김수현, Kim Soo-hyun): Pek Szungcshan (백승찬, Baek Seung-chan)
- Csha Thehjon (차태현, Cha Tae-hyun): Ra Dzsunmo (라준모, Ra Joon-mo)
- Kong Hjodzsin (공효진, Gong Hyo-jin): Thak Jedzsin (탁예진, Tak Ye-jin)
- IU (아이유): Cindy (신디)

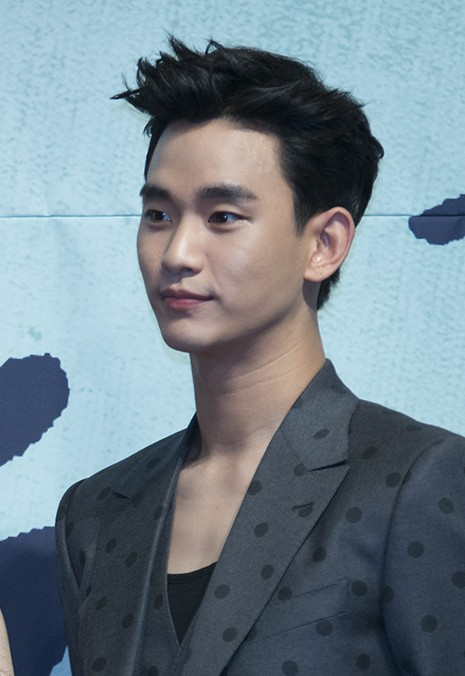
Kim Szuhjon (김수현, Kim Soo-hyun)
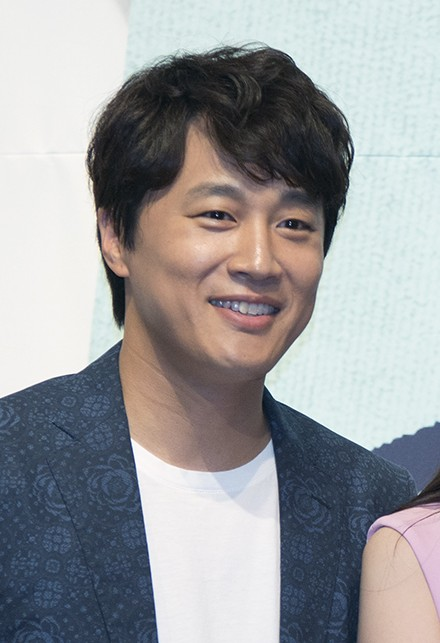
Csha Thehjon (차태현, Cha Tae-hyun)
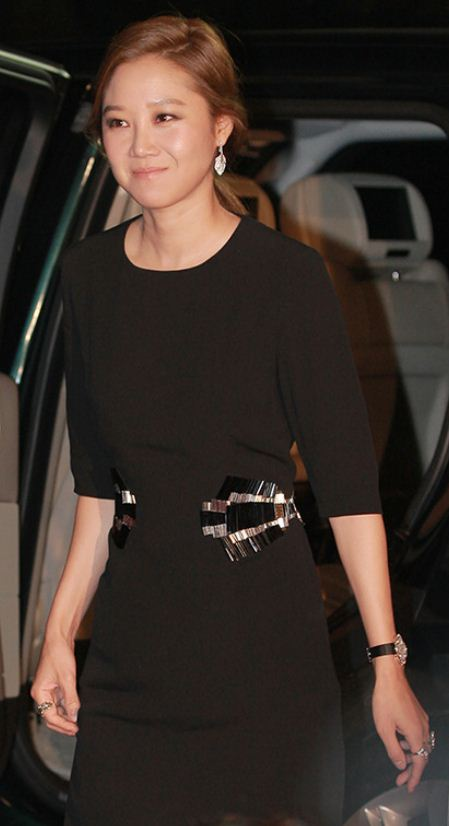
Kong Hjodzsin (공효진, Gong Hyo-jin)
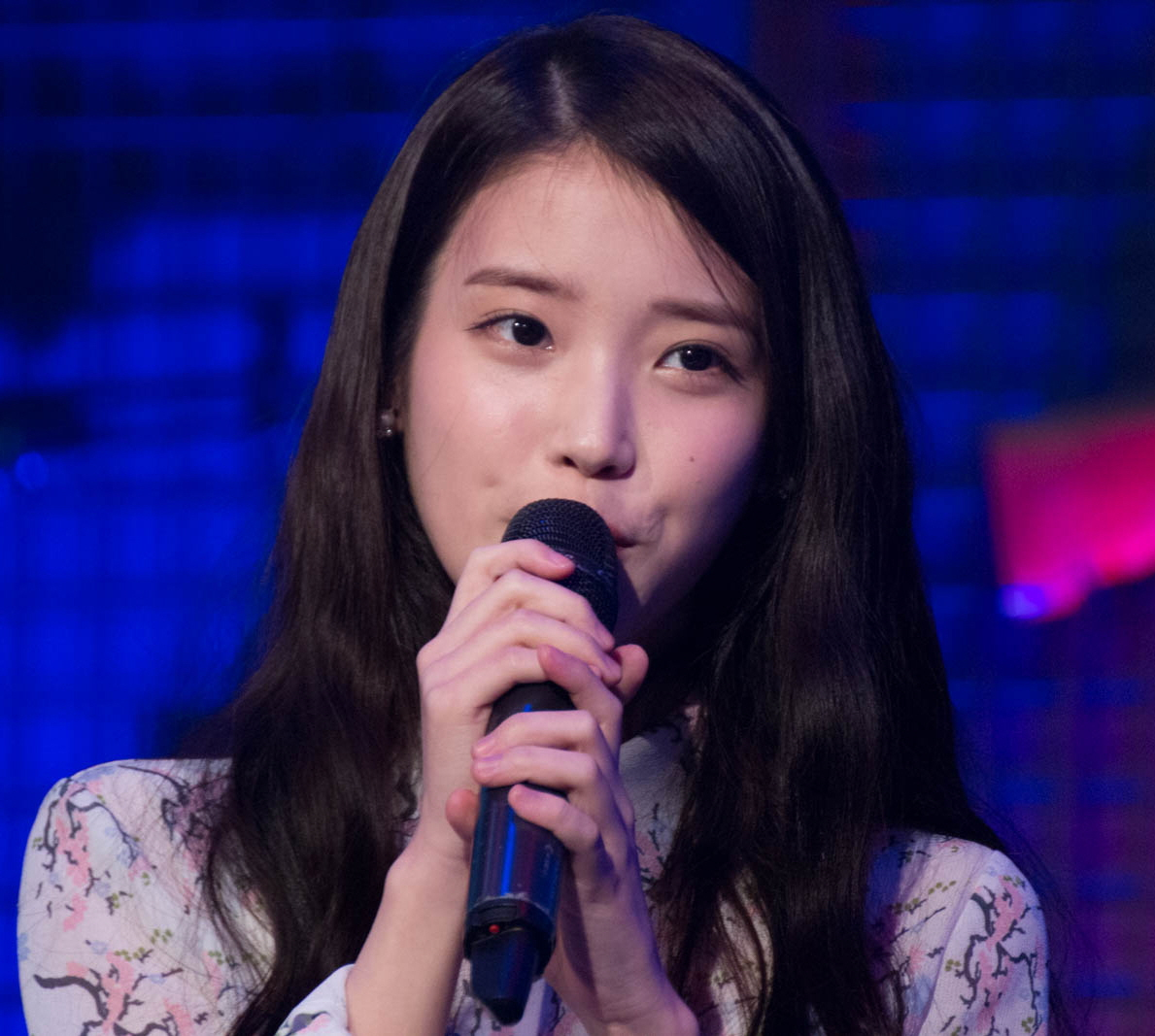
IU (아이유)